# Loving You (마이클 잭슨의 노래)
Loving You는 마이클 잭슨의 노래이다.이 곡은 Xscape의 수록곡이자 2014년에 발매되었다.이 곡의 장르는 발라드이자 R&B다.